# شين-إتسو للكيماويات
شين-إتسو للكيماويات (بايابانية 信越化学工業株式会社) هي أكبر شركة للكيماويات في اليابان؛ وهي من الشركات العالمية الكبرى، ولها الحصة الأكبر في السوق العالمي في تجارة كلوريد متعدد الفاينيل (PVC) وسيليكون أشباه الموصلات وركازات البصمة البصرية.
تأسست الشركة سنة 1926 ويفع مقرها في مدينة طوكيو، عاصمة اليابان.